# 抗破伤风免疫球蛋白
抗破傷風免疫球蛋白（英語：Anti-tetanus immunoglobulin，也稱為英語： - 破傷風免疫球蛋白 (簡稱TIG)，或稱為英語： - 破傷風抗毒素），是由對破傷風毒素抗體組成的藥物，用於預防那些有高風險傷口、未完全接種破傷風疫苗或患有愛滋病者感染破傷風。治療時，會將此藥物與抗生素和肌肉鬆弛劑聯合用，透過肌肉注射方式給藥，有部分劑量會同時注射在傷口部位。
使用後常見的副作用有注射部位疼痛和發燒。罕見的有過敏反應（包含過敏性休克）。由人類血漿製成的此種藥物（即TIG）導致傳播病毒性肝炎和愛滋病等的風險也非常低。個體於懷孕期間使用對於胎兒和於進行母乳哺育時對於嬰兒似乎屬於安全，由於尚未有充分的研究，應謹慎應對。
此藥物的製作方式是對人（志願者）或馬以破傷風毒素刺激，讓其體內產生特定的抗體來抵抗這種毒素，抗體存在血液中，尤其是在血漿部分，再透過特殊技術從血漿中萃取出此類抗體，經純化和濃縮後製成。
抗破傷風免疫球蛋白是免疫球蛋白G (IgG)中的一種。由於破傷風毒素會永久與人體組織結合，只有未結合的毒素分子才能被免疫球蛋白解除作用。
由馬的血漿製成的藥物於1910年代開始普遍（ 簡稱TAT，但由於馬匹和人類的蛋白質結構不同，使用後可能會引發頻率較高的過敏反應，因此使用前需要進行皮膚測試），而由人類血漿製成的藥物在1960年代開始被頻繁使用（簡稱TIG，直接從人類捐贈的血漿中萃取，因為與人類的蛋白質結構相似，可降低過敏反應的風險，安全性較高）。它已被納入世界衛生組織基本藥物標準清單之中。TIG的成本較高，在開發中國家少見。而TAT可能會導致血清病風險，在已開發國家不多見。

## 禁忌症
下列患者禁用肌肉注射方式給藥： 
- 對藥物中活性物質或對產品的任何成分產生過敏反應者。
- 有免疫球蛋白A (IgA) 缺乏症的個體。使用前須經測試，確定患者體內無循環的抗IgA抗體。縱然是體內只有有微量的抗IgA抗體，注射含有IgA的藥物（抗破傷風免疫球蛋白）後也可能引發嚴重的過敏反應。
- 患有嚴重血小板減少症或是任何凝血功能疾患的個體（由於肌肉注射可能導致嚴重出血）。

醫師必須權衡使用抗破傷風免疫球蛋白的治療效益與過敏反應的潛在風險。罕見的情況是即使先前曾可耐受一般人類免疫球蛋白治療的患者，使用人體破傷風免疫球蛋白（TIG）也可能引起血壓驟降伴隨過敏性反應。如發生過敏性反應，應立即停止注射。施用抗破傷風免疫球蛋白後應觀察患者至少20分鐘，如果是在不慎注射進入靜脈的情況下，應對患者進行更長時間的觀察（至少1小時）。

## 與其他藥物交互作用
抗破傷風免疫球蛋白會與下列藥物交互作用，因此個體在使用此藥物時應先告訴醫療衛生提供者。如果兩種藥物對於個體均有效，醫師可能會採調整劑量，或是改變服用頻率的方式應對：
- 腺病毒疫苗（英语：adenovirus vaccine）
- 四價活登革熱疫苗
- 季節性流感疫苗（活體）
- 麻疹疫苗（活體）
- 流行性腮腺炎疫苗（活體）
- 小兒麻痺症疫苗（活體）
- 輪狀病毒疫苗（活體）
- 德國麻疹疫苗（活體）
- 天花疫苗
- 水痘疫苗（活體）
- 黃熱病疫苗
- 帶狀疱疹疫苗（活體）

## 藥理特性
由人類血漿製備破傷風免疫球蛋白（TIG），過程中均會包含所有減少病毒傳播可能性的具體步驟，包括巴斯德消毒法滅活病毒和奈米過濾以去除病毒。

## 作用機轉
抗破傷風免疫球蛋白是一種含有高濃度抗破傷風毒素抗體的藥物，透過中和毒素來預防破傷風感染。

## 歷史
破傷風是由一種稱為破傷風梭菌細菌釋放的神經毒素所引起，其表現為嚴重的肌肉痙攣和張口困難。這種神經毒素在傷口中釋放，症狀在接下來幾天出現。
破傷風特異性免疫球蛋白是最早發現的特異性球蛋白。日本醫學家北里柴三郎和德國醫學家埃米爾·阿道夫·馮·貝林兩人合作，於1890年引進由馬血漿製備的破傷風抗毒素（TAT），用於治療破傷風。TAT可能會產生較嚴重的副作用，醫界於1960年代開發出較少副作用的人類破傷風免疫球蛋白（TIG）。
通常已開發國家均有實施破傷風疫苗接種計劃，因此破傷風案例現已屬罕見，但對所有未接種疫苗的人，尤其是那些開發中國家的人群，仍是一種威脅。美國出現的大多數病例歸咎於未接種疫苗的個人，以及對傷口和創傷性損傷的錯誤識別和治療。
破傷風疫苗（又稱破傷風類毒素）在1924年開發出來之前，這種感染在全球有高發病率和死亡率。第一個出現的疫苗效果不佳且有顯著的副作用。更好更安全的疫苗於1938年被開發出。由於第二次世界大戰期間參戰士兵廣受接種疫苗，破傷風發生率因而降低95%。